# 형사 가제트
《형사 가제트》(Inspector Gadget)는 1983년부터 시작한 DIC 엔터테인먼트의 애니메이션 프랜차이즈이다.

## TV 애니메이션
- 형사 가제트 (1983년 애니메이션) (1983년)
- 꼬마탐정 가제트 (1995년)
- 형사 가제트 (2015년 애니메이션) (2015년)

## 실사 영화
- 형사 가제트 (영화) (1999년)
- 형사 가제트 2 (2003년)